# Terrorismo cristão
O termo terrorismo cristão compreende atos terroristas por parte de grupos ou indivíduos que usam motivações ou objetivos cristãos para suas ações. Tal como acontece com outras formas de terrorismo religioso, os terroristas cristãos têm contado com interpretações dos dogmas da fé — neste caso, da Bíblia. Tais grupos citam as escrituras do Antigo Testamento e do Novo Testamento para justificar a violência e as mortes ou a busca para trazer o "fim dos tempos" descritos no Novo Testamento.

## História
O jornalista e político britânico Ian Gilmour cita o caso histórico do massacre de São Bartolomeu em 1572, que iniciou a violência da multidão católica romana contra os huguenotes (protestantes calvinistas franceses), com a justificativa de que os huguenotes tramavam para substituir a monarquia francesa que estava sob a dinastia dos Valois, como um exemplo de terrorismo religioso a par com o terrorismo moderno. Estima-se que entre 2000 a possivelmente 25 mil huguenotes (protestantes franceses) foram assassinados por multidões católicas, e tem sido chamado de "o pior dos massacres religiosos do século". O massacre levou ao início da "quarta guerra" das Guerras de Religião na França, que foi marcada por muitos outros massacres e assassinatos de ambos os lados. Peter Steinfels citou o caso histórico da Conspiração da Pólvora, quando Guy Fawkes e outros revolucionários católicos tentaram derrubar o governo protestante da Inglaterra, fazendo explodir as Casas do Parlamento, como um caso notável de terrorismo religioso.

### Catalunha
Milícia Catalana (lit. milícia catalã) foi um grupo espanhol paramilitar armado nacionalista e ultra-católico que operou entre 1976 e meados dos anos 90 na Catalunha. Os principais objetivos desse grupo eram as associações e partidos independentistas relacionados à independência da Catalunha (especialmente o Moviment de Defensa de la Terra, a mais destacada expressão política extraparlamentar do movimento de independência da Catalunha); mas a Milícia Catalana também atacou clínicas onde abortos eram praticados (em 1989, a fachada da Clínica Dexeus foi danificada por uma explosão atribuída ao grupo.), pessoas LGBT e a bordéis. Da mesma forma, eles ameaçaram e intimidaram reuniões e encontros da esquerda alternativa e daqueles que satirizavam o catolicismo, como Els Joglars, uma companhia de teatro popular. Um de seus ataques mais famosos foi o incêndio provocado perto do Santuário de Montserrat em agosto de 1986, queimando 2.000 hectares, 75% da área montanhosa, e deixando 1.000 pessoas isoladas no santuário por um dia.

## Organizações e atos por país

### República Centro-Africana
Após a milícia Seleka, predominantemente muçulmana, assumir o controle da República Centro-Africana sob a presidência de Michel Djotodia em 2013, o período de anomia e violência sectária prosseguiu. Após alertas de "genocídio" pela ONU e uma força de intervenção controversa pela MISCA, Djotodia renunciou. Apesar da neutra Catherine Samba-Panza sendo feita presidente, os militantes cristãos anti-balaka continuam com a violência sectária, incluindo assassinatos seletivos contra civis muçulmanos.

### Irlanda do Norte
Alguns estudiosos, como Steve Bruce, professor de sociologia na Universidade de Aberdeen, argumentam que o conflito na Irlanda do Norte é essencialmente um conflito religioso, apesar das suas considerações econômicas e sociais. O professor Mark Juergensmeyer também argumentou que alguns atos de terrorismo eram "terrorismo religioso… — nesses casos, do cristianismo".:19–20 Outros, como John Hickey, têm uma visão mais reservada. Escrevendo para The Guardian, Susan McKay discutiu o fundamentalismo religioso em conexão com o assassinato de Martin O'Hagan, um ex-detento da prisão de Maze e um repórter sobre o crime e os paramilitares. Ela atribuiu o assassinato a uma "série de razões", incluindo "os bandidos não gostaram do que ele escreveu". Os supostos assassinos alegaram que eles o mataram por "crimes contra pessoas lealistas". 
Os Orange Volunteers são um grupo infame para a realização de ataques terroristas simultâneos em igrejas católicas.
Os auto-intitulados pastores Clifford Peeples, anteriormente condenado sob a Lei de Prevenção do Terrorismo, John Somerville, e seus associados, foram apelidados pelo chefe de polícia da Royal Ulster Constabulary, Ronnie Flanagan, "os pastores demônio" — especializados em contar histórias sensacionalistas de selvageria católica para com protestantes, e em encontrar justificativas bíblicas para retaliação protestante.

### Noruega
Em julho de 2011, Anders Behring Breivik foi preso e acusado de terrorismo depois de um carro-bomba em Oslo e um tiroteio em massa na ilha de Utøya. Como resultado de seus ataques, 151 pessoas ficaram feridas e 77 mortos. Horas antes dos eventos, Breivik lançou um manifesto de 1.500 páginas detalhando que os imigrantes estavam minando os valores cristãos tradicionais da Noruega, e identificou-se como um "cruzado cristão". Análises de suas motivações notaram que ele não somente exibe inclinações terroristas cristãs, mas também possuía crenças não-religiosas de direita. Mark Juergensmeyer e John Mark Reynolds afirmaram que os eventos foram terrorismo cristão, enquanto que Brad Hirschfield rejeitou o rótulo de terrorista cristão.

### Romênia
Movimentos cristãos ortodoxos na Romênia, como Guarda de Ferro e Lăncieri, que têm sido caracterizados por Yad Vashem e Stanley G. Payne como antissemitas e fascistas, respectivamente, foram responsáveis pela participação no massacre de Bucareste, e assassinatos políticos durante os anos 1930. (p37) 

### Uganda
O Exército de Resistência do Senhor, um exército guerrilheiro envolvido em uma rebelião armada contra o governo de Uganda, foi acusado de usar crianças como soldados e cometer inúmeros crimes contra a humanidade, incluindo massacres, sequestros, mutilação, tortura, estupro e trabalho infantil forçado como soldados, carregadores e escravas sexuais. Um movimento quase religioso que mistura alguns aspectos da fé cristã com a sua própria marca do espiritualismo que é liderado por Joseph Kony, que se proclama o porta-voz de Deus e um médium, principalmente do "Espírito Santo", que os Acholi acreditam que pode representar-se de muitas manifestações. Os combatentes do LRA usam rosário e recitam passagens da Bíblia antes da batalha. 

### Estados Unidos

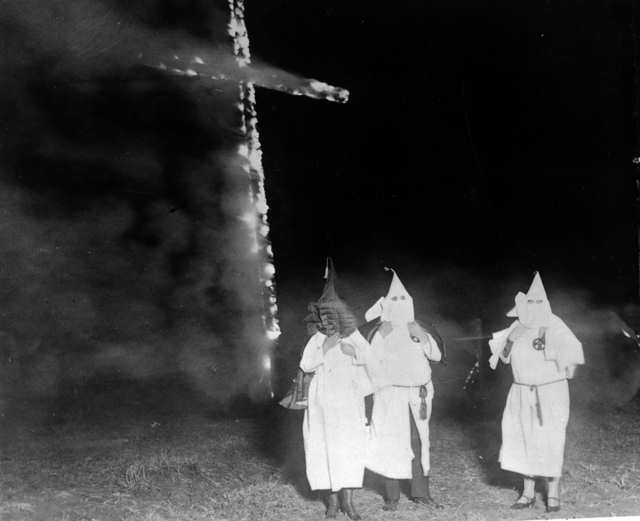
Ku Klux Klan com uma cruz em chamas

Após a Guerra Civil Americana de 1861-1865, os membros da organização liderada por protestantes, a Ku Klux Klan, começaram a engajar-se em incêndios, espancamentos, queima de cruz, destruição de propriedades, linchamentos, assassinatos, estupros e chicotadas. Direcionavam aos afro-americanos, judeus, católicos e outras minorias sociais ou étnicas.
Membros da Klan tinham uma ideologia terrorista explicitamente cristã, baseando suas crenças, em parte, em uma "fundação religiosa" no cristianismo. Os objetivos da Ku klun klan incluíram, a partir de um momento inicial em diante, a intenção de "restabelecer valores cristãos protestantes na América por todos os meios possíveis", e acreditavam que "Jesus foi o primeiro Klansman". A partir de 1915, os Klansmen realizaram queima de cruzes não só para intimidar as vítimas, mas também para demonstrar o seu respeito e reverência para com Jesus Cristo, e o ritual de iluminação de cruzes era rico em simbolismo cristão, inclusive proferindo orações e cantando hinos cristãos. Dentro do cristianismo, a Klan dirigiu hostilidades contra os católicos. As modernas organizações Klan, como Knights Party, USA continuam a concentrar-se na mensagem de supremacia cristã, na detecção de uma "guerra" que, alegadamente, visa destruir "civilização cristã ocidental".
Após 1981, os membros de grupos como o Army of God  começaram a atacar clínicas de aborto e médicos nos Estados Unidos. Uma série de ataques terroristas foram atribuídos por Bruce Hoffman a indivíduos e grupos com vínculos com os movimentos  Christian Identity e Christian Patriot, incluindo os Lambs of Christ. Um grupo chamado Concerned Christians foi deportado de Israel por suspeita de planejar um ataque a lugares santos de Jerusalém no final de 1999, pois acreditavam que a morte iria "levá-los para o paraíso". 
A motivação para que o antiaborcionista Scott Roeder assassinasse o médico de Wichita, George Tiller, em 31 de maio de 2009 era a crença de que o aborto não é apenas imoral, mas também uma forma de assassinato na "lei de Deus", independentemente da "lei dos homens" em qualquer país, e que essa crença estava "de mãos dadas" com suas crenças religiosas.  O grupo apoiante de Roeder proclamou que qualquer força usada para proteger a vida de uma criança nascida é tão "legítima como para proteger a vida de um nascituro" e convidou todos os cristãos a "se levantar" e "agir" contra as ameaças ao cristianismo e à vida nascitura. Eric Robert Rudolph efetuou o atentado ao Centennial Olympic Park em 1996, bem como ataques posteriores a uma clínica de aborto e em uma boate lésbica. Michael Barkun, professor da Universidade de Syracuse, considera que Rudolph provavelmente se encaixa na definição de um terrorista cristão. James A. Aho, professor da Universidade do Estado de Idaho, argumenta que os credos religiosos inspiraram Rudolph apenas em parte. 
A Hutaree era uma milícia cristã baseada em Adrian. Em 2010, depois que um agente do FBI se infiltrou no grupo, um júri federal em Detroit indiciou nove dos seus membros sob a acusação de conspiração sediciosa pela utilização de dispositivos explosivos improvisados, ensinamento do uso de materiais explosivos, e posse de uma arma de fogo durante um crime violento. Em 28 de março de 2012, as acusações de conspiração foram indeferidas. O estudioso do terrorismo Aref M. Al-Khattar listou The Covenant, The Sword, and the Arm of the Lord, Defensive Action, The Freemen Community e algumas "milícias cristãs", como grupos que "podem ser colocadas na categoria de terroristas de extrema-direita" que "possuem um componente religioso (cristão)". 

## Motivação, ideologia e teologia
O ponto de vista cristão sobre o aborto é citado por indivíduos e grupos cristãos responsáveis por ameaças, agressão, assassinato, e atentados contra clínicas de aborto e médicos nos Estados Unidos e Canadá.
A Christian Identity é um grupo global frouxamente afiliado de igrejas e indivíduos dedicados a uma teologia racial que afirma que os brancos do norte da Europa são os descendentes diretos das tribos perdidas de Israel, o povo escolhido de Deus. Tem sido associado com grupos como Aryan Nations, Aryan Republican Army, Army of God, Phineas Priesthood e The Covenant, The Sword, and the Arm of the Lord. Têm sido citados como uma influência em uma série de ataques terroristas ao redor do mundo, incluindo os atentados em Soweto de 2002.